# Doma Clasica
Doma Clasica este un exercițiu de dresaj spaniol care este treapta imediat înainte de Alta Escuela. Constă între altele din piaf, pasaj, pas spaniol și trap spaniol.